# Ikíngut
Ikíngut – islandzko-norwesko-duński film przygodowy z 2000 roku, w reżyserii Gísliego Snæra Erlingssona.

## Opis fabuły
W małej wiosce w północnej Islandii zamieszkuje odcięta od świata społeczność, utrzymująca się niemal wyłącznie z połowów ryb na pobliskim morzu. Zima w 1698 roku jest szczególnie sroga. Grenlandzki pak lodowy sięga w głąb morza bardzo daleko − aż do wybrzeży Islandii, co uniemożliwia rybakom połów. Przesądni mieszkańcy wioski winą za to obarczają złe duchy. Pewnego razu na wyspie pojawia się niespodziewany gość – chłopiec, który „przedstawia się” jako Ikíngut. Zostaje przygarnięty przez rodzinę miejscowego pastora i zaprzyjaźnia się z jego synem Bóasem. Ikíngut swym wyglądem i zachowaniem intryguje Islandczyków. Opiekunowie małego przybysza w białym futrze stwierdzają, że jego ciemnego koloru skóry nie można wyszorować, lecz nie ulegają uprzedzeniom. Jednakże wielu innych mieszkańców, głównie pod wpływem jednego z wieśniaków, Thorkella, daje upust swym zabobonom i uznaje go za demona.

## Obsada[1]
- Hans Tittus Nakinge – Ikíngut
- Hjalti Rúnar Jónsson – Bóas
- Magnús Ragnarsson(inne języki) – pastor Jón, ojciec Bóasa
- Freydis Kristófersdóttir – siostra Bóasa, Ása
- Finnur Guðmundsson – syn organisty, Illugi
- Pálmi Gestsson(inne języki) – Thorkell
- Orto Ignatiussen − Kajut

i inni